# Societas Slavica Budissenensis
Societas Slavica Budissenensis - Nazwa towarzystwa gimnazjalnego założonego przez studentów Łużyckich w roku 1839, w Budziszynie. 
Societas Slavica rozwinęło się stopniowo w organizację o charakterze centralnym, a jego coroczne zebrania stały się narodowymi zebraniami łużyckich studentów i patriotów. Organizacja przyczyniła się do założenia Macierzy Serbskiej, a także zainspirowała zorganizowanie wielkiego łużyckiego święta śpiewaczego.